# Битва при Квебеке (1775)
Битва при Квебеке (англ. Battle of Quebec; фр. Bataille de Québec) — сражение, произошедшее между американской Континентальной армией и британскими войсками 31 декабря 1775 года в ходе неудачного вторжения в Канаду армии Тринадцати колоний. 
Сражение стало одним из первых вооружённых столкновений Американской войны за независимость. Городской гарнизон, состоящий как из регулярных частей, так и из ополченцев, под командованием губернатора Квебека генерала Гая Карлтона отразил нападение сепаратистов с минимальными потерями.
Войска восставших колонистов под командованием генерала Монтгомери в конце августа 1775 года начали наступление на британскую Канаду с целью захвата провинции Квебек. В середине сентября американцы осадили форт Сент-Жан, южный пункт обороны Монреаля. Наконец, 13 ноября армия Монтгомери взяла Монреаль, а в начале декабря присоединилась к войскам полковника Бенедикта Арнольда, которые до этого прошли сложный путь через дикие леса северной Новой Англии. 
Губернатор Карлтон был вынужден бежать из Монреаля в Квебек, который стал следующей целью Континентальной армии. 19 ноября Карлтон прибыл в город и немедленно взял на себя командование, начав подготовку к обороне, в том числе завербовав 500 ополченцев из местных жителей. 
Беспокоясь, что подходивший к концу срок военной службы колонистов ослабит его силы, генерал Монтгомери не стал дожидаться более благоприятного времени и решил предпринять попытку атаковать город. План американцев состоял в том, что отдельные части Монтгомери и Арнольда должны были встретиться в нижней части города перед тем, как начать взбираться на стены, защищающие верхний город. 
Штурм начался во время сильной метели и при очень плохой видимости. Однако войска под командованием Монтгомери были вынуждены отступить, после того как самого генерала убили пушечным выстрелом в самом начале битвы. Солдаты полковника Арнольда смогли продвинуться в нижний город даже несмотря на ранение своего командира, полученное им во время атаки. Во главе войск встал полковник Даниэль Морган, однако американцы были заманены в ловушку и, оказавшись в окружении, были вынуждены сдаться. 
Штурм Квебека обернулся первым серьёзным поражением колонистов. Генерал Ричард Монтгомери был убит, Бенедикт Арнольд — ранен, а Даниэль Морган и ещё более 400 американских военных были взяты в плен. Арнольд с оставшимися силами без особого успеха пытался поддерживать блокаду Квебека до весны.
6 мая 1776 года фрегат HMS Surprise бросил якорь в виду города. Он ознаменовал прибытие к обороняющимся подкреплений на шлюпе HMS Martin и 50-пушечном корабле HMS Isis. Все они проделали более чем 100-мильный путь сквозь льды вверх по реке. Оказавшись перед перспективой контратаки Карлтона, американцы отошли к озеру Шамплейн, но британское наступление остановилось у Сент-Джонс (в вершине озера): дорог на юг не было, а Арнольд собрал импровизированную озерную флотилию. До тех пор, пока против неё не нашлось контрмеры, перевозка войск по озеру была слишком рискованна.